# Cigaritis nubilus
Cigaritis nubilus is een vlinder uit de familie van de Lycaenidae. De wetenschappelijke naam van de soort is voor het eerst gepubliceerd in 1887 door Frederic Moore.
De soort komt voor in Sri Lanka